# Alexis Davis
Alexis Davis (nacida el 4 de octubre de 1984) es una peleadora canadiense de artes marciales mixtas que actualmente compite en la categoría de peso gallo femenino en Ultimate Fighting Championship. Ella también es campeona del Abierto de grappling canadiense.

## Primeros años
Alexis todavía era una niña cuando empezó a interesarse en las artes marciales. Ella era un gran fan de las películas de acción protagonizadas por Jackie Chan, Jet Li y Jean-Claude van Damme y era un gran fan del boxeo y posteriormente de las MMA. Decidió empezar a practicar artes marciales y fue alrededor de los 16 años cuando empezó con el Jiu-jitsu y JJB a la edad de 18 años. Davis fue miembro de un equipo de lucha libre en la Escuela de Secundaria.

## Carrera de artes marciales mixtas

### Invicta Fighting Championships
Davis se enfrentó a Hitomi Akano en Invicta FC 2 el 28 de julio de 2012. Davis derrotó a Akano por sumisión en la segunda ronda y ganó el premio a la Sumisión de la Noche.
Alexis se enfrentó a Shayna Baszler en una revancha en Invicta FC 4 el 5 de enero de 2013. Davis ganó la pelea por sumisión técnica en la tercera ronda. Tras el evento, ambas peleadores ganaron el premio a la Pelea de la Noche.

### Ultimate Fighting Championship
El 12 de febrero de 2013, se anunció que tanto Davis como Sara McMann habían firmado con la UFC. 
Alexis se enfrentó a Rosi Sexton en su debut en UFC 161 el 15 de junio de 2013. Davis ganó la pelea por decisión unánime.
En su segunda pelea en la UFC, Alexis se enfrentó a Liz Carmouche el 6 de noviembre de 2013 en UFC Fight Night 31. Davis ganó la pelea por decisión unánime.
Alexis se enfrentó a Jessica Eye el 22 de febrero de 2014 en UFC 170. Davis ganó la pelea por decisión dividida.
Davis se enfrentó a Ronda Rousey por el campeonato de peso gallo femenino el 5 de julio de 2014 en UFC 175. Alexis perdió la pelea por nocaut en 16 segundos.
El 25 de abril de 2015, Davis se enfrentó a Sarah Kaufman en UFC 186. Davis ganó la pelea por sumisión en la segunda ronda.
El 19 de octubre de 2016, se anunció que regresaría a The Ultimate Fighter 24 Finale el 3 de diciembre de 2016 contra Sara McMann. Perdió esa pelea por sumisión en la segunda ronda.
Davis luego se enfrentó a Cindy Dandois el 22 de abril de 2017, en UFC Fight Night: Swanson vs. Lobov. Ganó la pelea por decisión unánime.
Davis se enfrentó a Liz Carmouche en UFC Fight Night: Swanson vs. Ortega el 9 de diciembre de 2017. Ganó la pelea por decisión dividida.
Davis se enfrentó a Katlyn Chookagian el 28 de julio de 2018 en UFC on Fox 30. Perdió la pelea por decisión unánime.
Davis se enfrentó a Jennifer Maia el 23 de marzo de 2019 en UFC Fight Night 148. Perdió la pelea por decisión unánime.

## Campeonatos y logros
- Ultimate Fighting Championship
  - Primera peleadora canadiense en pelear en UFC
  - Primera peleadora canadiense en ganar una pelea en UFC

- Invicta Fighting Championships
  - Pelea de la Noche (Una vez)
  - Sumisión de la Noche (Una vez)

- Raging Wolf MMA
  - Campeona de Peso Gallo (Una vez)

## Récord en artes marciales mixtas
| Resultado | Récord | Oponente            | Método                        | Evento                                               | Fecha                    | Ronda | Tiempo | Localización                | Notas                                                           |
| --------- | ------ | ------------------- | ----------------------------- | ---------------------------------------------------- | ------------------------ | ----- | ------ | --------------------------- | --------------------------------------------------------------- |
| Derrota   | 20–11  | Pannie Kianzad      | Decisión (unánime)            | UFC 263                                              | 12 de junio de 2021      | 3     | 5:00   | Glendale, Arizona           |                                                                 |
| Victoria  | 20–10  | Sabina Mazo         | Decisión (unánime)            | UFC Fight Night: Rozenstruik vs. Gane                | 27 de febrero de 2021    | 3     | 5:00   | Las Vegas, Nevada           |                                                                 |
| Derrota   | 19–10  | Viviane Araújo      | Decisión (unánime)            | UFC 240                                              | 27 de julio de 2019      | 3     | 5:00   | Edmonton, Alberta           |                                                                 |
| Derrota   | 19–9   | Jennifer Maia       | Decisión (unánime)            | UFC Fight Night: Thompson vs. Pettis                 | 23 de marzo de 2019      | 3     | 5:00   | Nashville, Tennessee        |                                                                 |
| Derrota   | 19–8   | Katlyn Chookagian   | Decisión (unánime)            | UFC on Fox: Alvarez vs. Poirier 2                    | 28 de julio de 2018      | 3     | 5:00   | Calgary, Alberta            |                                                                 |
| Victoria  | 19–7   | Liz Carmouche       | Decisión (dividida)           | UFC Fight Night: Swanson vs. Ortega                  | 9 de diciembre de 2017   | 3     | 5:00   | Fresno, California          | Debut en peso mosca.                                            |
| Victoria  | 18–7   | Cindy Dandois       | Decisión (unánime)            | UFC Fight Night: Swanson vs. Lobov                   | 22 de abril de 2017      | 3     | 5:00   | Nashville, Tennessee        |                                                                 |
| Derrota   | 17–7   | Sara McMann         | Sumisión (arm triangle choke) | The Ultimate Fighter: Tournament of Champions Finale | 3 de diciembre de 2016   | 2     | 2:52   | Las Vegas, Nevada           |                                                                 |
| Victoria  | 17–6   | Sarah Kaufman       | Sumisión (armbar)             | UFC 186                                              | 25 de abril de 2015      | 2     | 1:52   | Montreal                    |                                                                 |
| Derrota   | 16–6   | Ronda Rousey        | KO (golpes)                   | UFC 175                                              | 5 de julio de 2014       | 1     | 0:16   | Las Vegas, Nevada           | Por el Campeonato de Peso Gallo de Mujeres de UFC.              |
| Victoria  | 16–5   | Jessica Eye         | Decisión (dividida)           | UFC 170                                              | 22 de febrero de 2014    | 3     | 5:00   | Las Vegas, Nevada           |                                                                 |
| Victoria  | 15–5   | Liz Carmouche       | Decisión (unánime)            | UFC: Fight for the Troops 3                          | 6 de noviembre de 2013   | 3     | 5:00   | Fort Campbell, Kentucky     |                                                                 |
| Victoria  | 14–5   | Rosi Sexton         | Decisión (unánime)            | UFC 161                                              | 15 de junio de 2013      | 3     | 5:00   | Winnipeg                    |                                                                 |
| Victoria  | 13–5   | Shayna Baszler      | Sumisión (rear-naked choke)   | Invicta FC 4                                         | 5 de enero de 2013       | 3     | 0:58   | Kansas City, Kansas         | Pelea de la Noche.                                              |
| Victoria  | 12–5   | Hitomi Akano        | Sumisión (rear-naked choke)   | Invicta FC 2                                         | 28 de julio de 2012      | 2     | 3:41   | Kansas City, Kansas         | Sumisión de la Noche.                                           |
| Derrota   | 11–5   | Sarah Kaufman       | Decisión (mayoritaria)        | Strikeforce: Tate vs. Rousey                         | 3 de marzo de 2012       | 3     | 5:00   | Columbus, Ohio              |                                                                 |
| Victoria  | 11–4   | Amanda Nunes        | TKO (golpes)                  | Strikeforce: Barnett vs. Kharitonov                  | 10 de septiembre de 2011 | 2     | 4:53   | Cincinnati, Ohio            |                                                                 |
| Victoria  | 10–4   | Julie Kedzie        | Decisión (unánime)            | Strikeforce: Fedor vs. Henderson                     | 30 de julio de 2011      | 3     | 5:00   | Hoffman Estates, Illinois   |                                                                 |
| Victoria  | 9–4    | Tonya Evinger       | Sumisión (rear-naked choke)   | RW 10: Mayhem in the Mist 5                          | 6 de noviembre de 2010   | 1     | 1:25   | Niagara Falls, Nueva York   | Defendió el Campeonato de Peso Gallo de Mujeres de Raging Wolf. |
| Derrota   | 8–4    | Elaina Maxwell      | Decisión (unánime)            | RW 9: Mayhem in the Mist 4                           | 28 de agosto de 2010     | 3     | 5:00   | Niagara Falls, Nueva York   |                                                                 |
| Victoria  | 8–3    | Tonya Evinger       | Sumisión (rear-naked choke)   | RW 7: Mayhem in the Mist 3                           | 8 de mayo de 2010        | 3     | 1:47   | Niagara Falls, Nueva York   | Defendió el Campeonato de Peso Gallo de Mujeres de Raging Wolf. |
| Derrota   | 7–3    | Shayna Baszler      | Decisión (unánime)            | Freestyle Cage Fighting 40                           | 27 de marzo de 2010      | 3     | 5:00   | Shawnee, Oklahoma           |                                                                 |
| Victoria  | 7–2    | Molly Helsel        | Decisión (unánime)            | RW 5: Mayhem in the Mist                             | 10 de octubre de 2009    | 5     | 5:00   | Niagara Falls, Nueva York   | Ganó el Campeonato de Peso Gallo de Mujeres de Raging Wolf.     |
| Derrota   | 6–2    | Tara LaRosa         | TKO (parada médica)           | Extreme Challenge: The War at the Shore              | 23 de enero de 2009      | 3     | 4:23   | Atlantic City, Nueva Jersey |                                                                 |
| Victoria  | 6–1    | Margarita Kolmykova | Sumisión (rear-naked choke)   | USFL: War in the Woods 5                             | 29 de noviembre de 2008  | 1     | 1:02   | Ledyard, Connecticut        |                                                                 |
| Victoria  | 5–1    | Kate Roy            | Sumisión (armbar)             | UCW 12: Heatwave                                     | 27 de junio de 2008      | 1     | 3:09   | Winnipeg                    |                                                                 |
| Victoria  | 4–1    | Lizbeth Carreiro    | Decisión (unánime)            | FFF 4: Call of the Wild                              | 3 de abril de 2008       | 3     | 3:00   | Los Ángeles, California     |                                                                 |
| Victoria  | 3–1    | Valérie Létourneau  | Decisión (dividida)           | TKO 31: Young Guns                                   | 14 de diciembre de 2007  | 3     | 5:00   | Montreal                    |                                                                 |
| Victoria  | 2–1    | Tannaya Hantelman   | Sumisión (armbar)             | ECC 6: Hometown Heroes                               | 20 de octubre de 2007    | 1     | 1:09   | Halifax                     |                                                                 |
| Victoria  | 1–1    | Jody Wadsworth      | TKO (golpes)                  | KO Boxing: Warzone                                   | 6 de mayo de 2007        | 1     | 3:17   | Edmonton                    |                                                                 |
| Derrota   | 0–1    | Sarah Kaufman       | TKO (golpes)                  | UCW 7: Anarchy                                       | 7 de abril de 2007       | 3     |        | Winnipeg                    |                                                                 |